# Martin von Wagner Museum

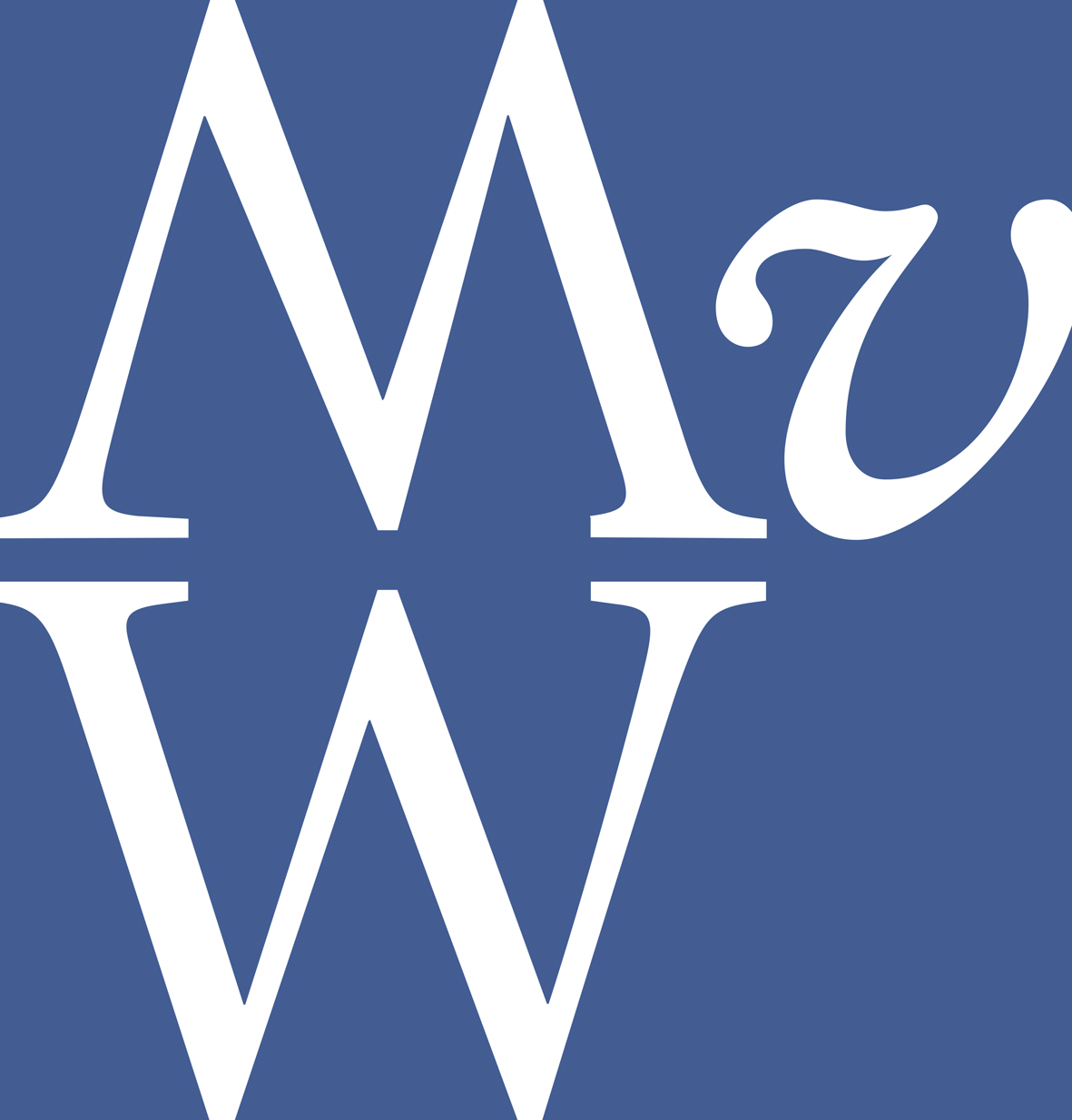
Logo des Museums

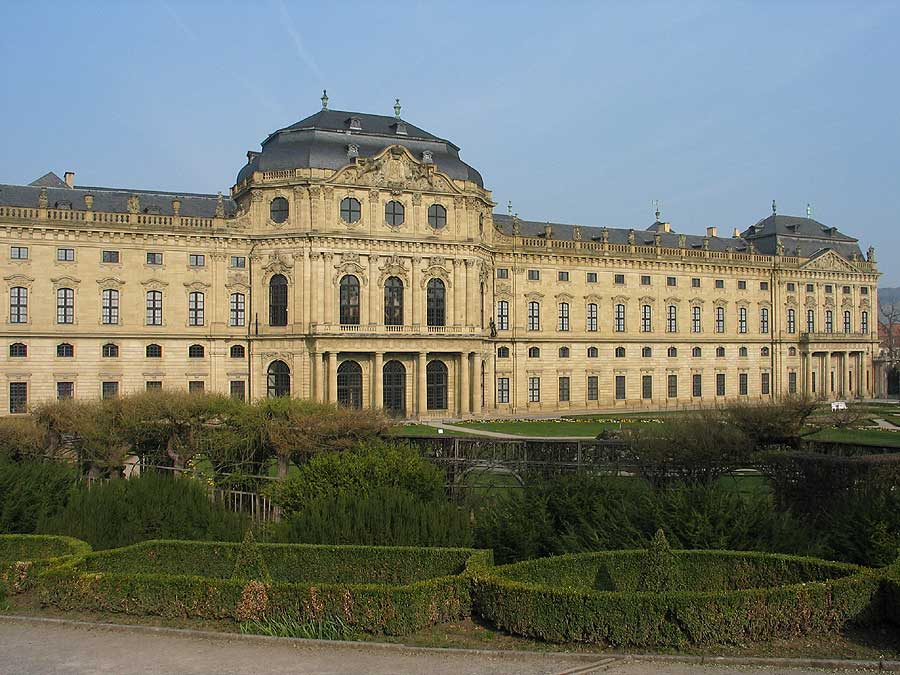
Die Würzburger Residenz, in deren Südflügel das Museum untergebracht ist

Das Martin von Wagner Museum der Universität Würzburg ist ein öffentliches Museum im Südflügel des UNESCO-Weltkulturerbes Würzburger Residenz, wo es sich seit 1963 befindet. Es beherbergt die Kunstsammlungen der Julius-Maximilians-Universität Würzburg. 1832 gegründet, ist es das älteste Museum der Region und hat sich seither zu einem der bedeutendsten Universitätsmuseen Europas entwickelt. In hoher und höchster Qualität bilden seine Bestände antiker, mittelalterlicher und neuzeitlicher Kunst rund 5.000 Jahre Kunst- und Kulturgeschichte ab. Das Museum ist benannt nach dem Maler, Bildhauer, Zeichner, Archäologen, Antiquar und Kunstagenten Martin von Wagner (1777–1858), der nach über fünfzigjährigem Wirken in Rom seiner Heimatstadt eine gewaltige Kunstsammlung überließ.

## Geschichte
Von Anfang an war das Martin von Wagner-Museum mit der archäologischen und kunsthistorischen Lehre an der Universität Würzburg auf das Engste verknüpft. Die Geburtsstunde der wissenschaftlichen Beschäftigung mit der bildenden Kunst an der Universität liegt im Jahr 1790, als Bonaventura Andres für das Sommersemester 1790 eine Vorlesung über Lessings Laokoon ankündigte. Ab 1815 hielt Franz Joseph Fröhlich kunsthistorische Vorlesungen, im Wintersemester 1816/17 verbunden mit einer „kritischen Betrachtung vorhandener Kunstwerke“. Für das Sommersemester 1831 heißt es im Vorlesungsverzeichnis: „Aesthetik als Kunstwissenschaft. Professor Fröhlich, nach eigenen Ansichten mit kritischer Beleuchtung vorzüglicher Kunstwerke“. Demnach verwendete Fröhlich im Unterricht originales Anschauungsmaterial.
Im Jahr 1832 wurde zur Unterstützung kunsthistorischer und archäologischer Forschung durch den Universitätsreferenten Maximilian Joseph Freiherr von Zu Rhein gegen den Willen des Senats ein Ästhetisches Attribut eingerichtet. Dessen Leitung übernahm zunächst Peter von Richarz, seinerzeit Professor der klassischen Altertumskunde, der dieses Amt 1834 an Fröhlich abgab. Bei der, von diesem Konservatorium zu erhaltenden universitären Antiken-, Gemälde- und Kupferstichsammlung handelte es sich um die Sammlung, die Fröhlich nach und nach zusammentrug und vom Bayerischen Innenministerium vorübergehend mit einem Ankaufsetat ausgestattet wurde. Dies war der Kern des universitären Kunstmuseums, das sich damals im Obergeschoss der Alten Universität in der Domerschulgasse 16 befand. Der Öffentlichkeit allgemein zugänglich wurde das Museum 1837. Gustav Waagen, der Direktor der Königlich Preußischen Gemäldegalerie in Berlin, bemerkte dort bei einem Besuch 1843 „recht schätzbare Sachen“. 1862 gelangte per testamentarischer Verfügung auch Fröhlichs private Sammlung in den Besitz der Universität.
Wenige Jahre zuvor hatte sie eine noch größere Schenkung erhalten: 1857 stiftete ihr der deutschrömische Maler und Bildhauer Johann Martin von Wagner (1777–1858), ein gebürtiger Würzburger, seine antike und moderne Werke umfassende Kunstsammlung. Diese hatte er sich neben seiner Tätigkeit als Kunstagent des bayerischen Königs Ludwig I. in Rom aufgebaut. Er spendete sie als Dank für die ständige Freistellung von seinem Dienst als Professor für Zeichenkunst, den er nie angetreten hatte. Nun gingen so bedeutende Werke wie der Kentaurenkopf vom Parthenon oder die Madonna del Bambino Vispo in die Bestände des „Ästhetischen Attributs“ ein, daneben tausende wertvolle Handzeichnungen und Kupferstiche vor allem italienischer Meister der Renaissance und des Barocks. Damit war der Italien-Schwerpunkt der Neueren Abteilung vorgezeichnet. Der Kunstbesitz Fröhlichs, der vorwiegend holländische Meister des 17. und 18. Jahrhunderts umfasste, rundete den Überblick über die europäische Kunstgeschichte weiter ab. Später kamen auch Werke der deutschen Renaissance und Romantik sowie der Schnitzkunst des Mittelalters als weitere Schwerpunkte hinzu.
Bis 2014 waren die jeweiligen Ordinarien für Klassische Archäologie bzw. Kunstgeschichte in Personalunion Direktoren des Museums, seither ist dieses selbständig.

## Sammlungen
Das Museum umfasst eine Antikensammlung, eine Gemäldegalerie und eine Graphische Sammlung.

### Antikensammlung

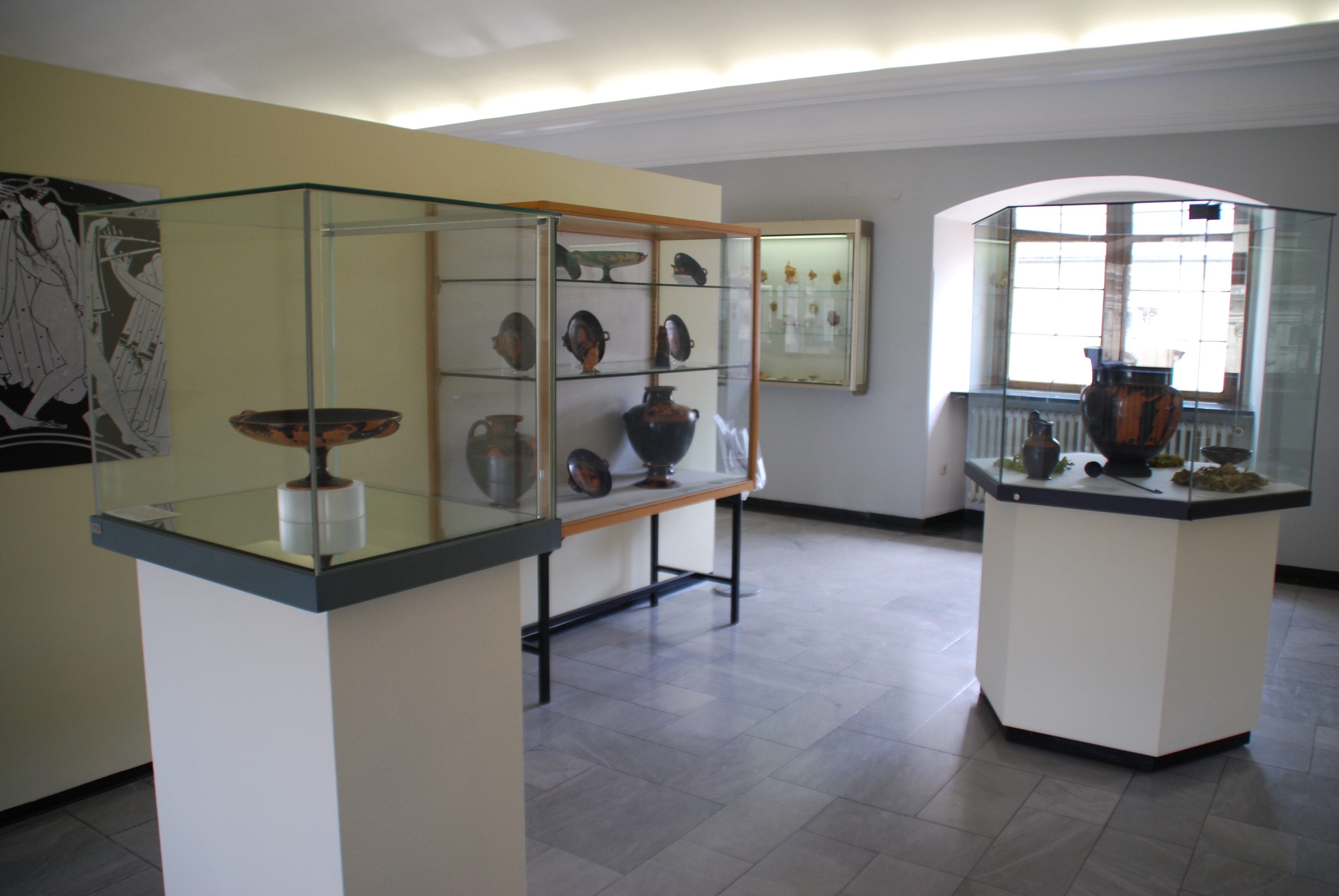
Blick in die Antikensammlung (2010)

Die Antikensammlung oder Ältere Abteilung umfasst Kunstwerke und Altertümer des Mittelmeerraumes aus der Zeit vom 3. Jahrtausend v. Chr. bis in die Spätantike. Schwerpunkt sind Werke aus dem antiken Griechenland, die Sammlung umfasst aber auch Stücke aus der Zeit des Römischen Reiches, der Etrusker, aus Ägypten und der vorderasiatischen Kulturen (v. a. Altägäis, Vorderasien und Zypern). Von besonderer Bedeutung ist die Sammlung griechischer Vasen. Es handelt sich um die drittgrößte Sammlung griechischer Vasen in Deutschland, diese umfasst etwa 5.000 Objekte und dokumentiert die griechische Keramik von der spätmykenischen Zeit bis zum Hellenismus. Wichtige Stücke sind beispielsweise die Oinochoe des Mamarce, der Würzburger Vierjahreszeitenaltar und die Würzburger Brygosschale.
Ein Münzkabinett konnte 2019 neu eröffnet werden, da das Museum mehrere hundert antike Münzen von dem Mäzen Herbert Wellhöfer als Spende erhielt.

### Gemäldegalerie
Die Gemäldegalerie ist der für die allgemeine Öffentlichkeit frei zugängliche Teil der Neueren Abteilung und umfasst deutsche, niederländische und italienische Gemälde aus dem 13. bis 20. Jahrhundert, unter anderem Bilder von Hans Leonhard Schäufelein, Bartholomäus Spranger, Pieter Claesz, Luca Giordano, Giovanni Battista Tiepolo, Friedrich Overbeck, Carl Rottmann, Franz von Lenbach, Max Liebermann, August von Brandis und Hans Purrmann. Daneben umfasst dieser Teil der Sammlung auch Skulpturen. Unter den Skulpturen sind insbesondere Werke von Tilman Riemenschneider und aus der Schule Riemenschneiders zu erwähnen.

### Graphische Sammlung
Die Graphische Sammlung ist ein aus konservatorischen Gründen grundsätzlich unter Verschluss befindlicher Teil der Neueren Abteilung, dessen Inhalt allerdings zu entsprechenden Zwecken besichtigt werden kann. Sie umfasst rund 16.000 Handzeichnungen und 14.000 Blatt Druckgraphik. Enthalten sind hierbei unter anderem Kupferstiche und Holzschnitte von Albrecht Dürer, Handzeichnungen von Federico Barocci und Zeichnungen von Giovanni Battista Tiepolo und dessen Sohn Giovanni Domenico Tiepolo.

## Teilfinanzierung durch eine Stiftung
Die Arbeit des Martin-von-Wagner-Museums wird durch den Martin-von-Wagner’schen Stiftungsfonds finanziell mit getragen.